# 奎爾萬峰
奎爾萬峰（英語：Quervain Peak），是南極洲的山峰，位於葛拉漢地的盧貝海岸，屬於博伊爾山脈的一部分，以瑞士冰川學家命名，現時由南極條約體系管理。